# Wiley Maple
Wiley Maple (* 25. Mai 1990 in Aspen, Colorado) ist ein US-amerikanischer Skirennläufer. Seine stärksten Disziplinen waren die Abfahrt und der Super-G. Er gewann in der Saison 2010/11 die Abfahrtswertung im Nor-Am Cup.

## Biografie
Maple startet seit 2005 in FIS-Rennen, erste Einsätze im Nor-Am Cup folgten im Februar 2007. Einen Monat später wurde er US-amerikanischer Juniorenmeister in der Abfahrt. An Juniorenweltmeisterschaften nahm er von 2008 bis 2010 teil. Sein bestes Ergebnis dabei war ein sechster Platz in der Abfahrt von Garmisch-Partenkirchen im Jahr 2009. Im Nor-Am Cup erreichte Maple erstmals in der Saison 2008/2009 Platzierungen unter den besten zehn; am 21. Februar 2010 stand er als Dritter des Super-G von Aspen erstmals auf dem Podest. Seinen ersten Sieg im Nor-Am Cup feierte er am 8. Dezember 2010 in der Abfahrt von Lake Louise. Mit einem weiteren Sieg am 14. Februar 2011 in Aspen gewann Maple die Abfahrtswertung des Nor-Am Cups 2010/11.
Im Weltcup debütierte Maple am 15. Januar 2011 in der Abfahrt von Wengen. Die ersten Weltcuppunkte gewann er am 16. Dezember 2011 mit Platz 29 im Super-G von Gröden. Ende Februar musste er die Saison 2011/2012 wegen eines Kreuzbandrisses vorzeitig beenden.
Zur Saison 2015/16 startete Maple wieder im Weltcup. Die ersten Weltcuppunkte der Saison gewann er im Januar 2016 als 26. der Super-G in Kitzbühel. Nach weiteren Punkteplatzierungen beendete er die Saison mit 21 Punkten auf Rang 121 der Gesamtwertung. Zum Ende der Saison startete er auch erneut im Nor-Am Cup und gewann das Abfahrtsrennen von Aspen. Nachdem er im Folgejahr 2016/17 ohne einen Punktgewinn im Weltcup geblieben war, gewann er in der Saison 2017/18 wieder insgesamt 18 Punkte, womit er in der Gesamtwertung erneut nur einen hinteren Platz belegte. 
Von Dezember 2019 bis Oktober 2023 bestritt Maple keine internationales Rennen. Bereits kurz nach seinem Comeback, am 28. Dezember 2023 erreichte Maple nicht nur zum ersten Mal wieder Weltcuppunkte, sondern er erzielte mit Rang 12 bei der Abfahrt auf der Pista Stelvio in Bormio sein bis dato bestes Weltcupergebnis.

## Erfolge

### Olympische Spiele
- Pyeongchang 2018: 30. Abfahrt

### Weltcup
- 3 Platzierungen unter den besten 20

### Weltcupwertungen
| Saison  | Gesamt | Gesamt | Abfahrt | Abfahrt | Super-G | Super-G |
| Saison  | Platz  | Punkte | Platz   | Punkte  | Platz   | Punkte  |
| ------- | ------ | ------ | ------- | ------- | ------- | ------- |
| 2011/12 | 147.   | 2      | –       | –       | 61.     | 2       |
| 2014/15 | 115.   | 23     | 47.     | 23      | –       | –       |
| 2015/16 | 121.   | 21     | 53.     | 8       | 46.     | 13      |
| 2017/18 | 122.   | 18     | 44.     | 16      | 51.     | 2       |
| 2018/19 | 152.   | 3      | 57.     | 3       | –       | –       |
| 2023/24 | 98.    | 39     | 40.     | 34      | 53.     | 5       |

### Juniorenweltmeisterschaften
- Formigal 2008: 15. Super-G, 25. Abfahrt
- Garmisch-Partenkirchen 2009: 6. Abfahrt, 17. Super-G
- Mont Blanc 2010: 9. Abfahrt, 14. Super-G, 40. Riesenslalom, DSQ Slalom

### Nor-Am Cup
- Saison 2008/09: 9. Abfahrtswertung
- Saison 2009/10: 8. Super-G-Wertung
- Saison 2010/11: 9. Gesamtwertung, 1. Abfahrtswertung
- Saison 2011/12: 9. Abfahrtswertung
- Saison 2012/13: 8. Abfahrtswertung
- Saison 2015/16: 3. Abfahrtswertung
- Saison 2017/18: 5. Abfahrtswertung
- Saison 2019/20: 5. Abfahrtswertung
- Saison 2022/23: 4. Abfahrtswertung
- Saison 2023/24: 2. Abfahrtswertung
- 8 Podestplätze, davon 3 Siege:

| Datum            | Ort         | Land   | Disziplin |
| ---------------- | ----------- | ------ | --------- |
| 8. Dezember 2010 | Lake Louise | Kanada | Abfahrt   |
| 14. Februar 2011 | Aspen       | USA    | Abfahrt   |
| 13. März 2016    | Aspen       | USA    | Abfahrt   |

### Europacup
- Ein Sieg

| Datum            | Ort         | Land       | Disziplin |
| ---------------- | ----------- | ---------- | --------- |
| 8. Dezember 2010 | Val-d’Isère | Frankreich | Abfahrt   |

### South American Cup
- Saison 2023: 1. Super-G-Wertung, 3. Abfahrtswertung, 5. Gesamtwertung
- Saison 2024: 2. Abfahrtswertung, 6. Gesamtwertung
- 6 Podestplätze, davon 3 Siege

| Datum              | Ort      | Land  | Disziplin |
| ------------------ | -------- | ----- | --------- |
| 26. September 2023 | Corralco | Chile | Abfahrt   |
| 27. September 2023 | Corralco | Chile | Abfahrt   |
| 29. September 2023 | Corralco | Chile | Super-G   |

### Weitere Erfolge
- US-amerikanischer Juniorenmeister in der Abfahrt 2007
- 1 Sieg in FIS-Rennen